# کیرکلند (آریزونا)
کیرکلند (به انگلیسی: Kirkland) یک منطقهٔ مسکونی در ایالات متحده آمریکا است که در شهرستان یاواپای، آریزونا واقع شده‌است. کیرکلند ۱٬۶۳۷ نفر جمعیت دارد و ۱٬۱۹۷٫۸۸ متر بالاتر از سطح دریا واقع شده‌است.